# Nototriche obtusa
Nototriche obtusa är en malvaväxtart som beskrevs av Arthur William Hill. Nototriche obtusa ingår i släktet Nototriche och familjen malvaväxter. Inga underarter finns listade i Catalogue of Life.